# История пуритан при Елизавете I
Правление Елизаветы I в Англии с 1558 по 1603 г. ознаменовалось началом пуританского движения в Англии, его столкновением с представителями англиканской церкви и временным эффективным подавлением в качестве политического движения в 1590е гг. при помощи судебных средств. Это, конечно, привело к дальнейшему отчуждению англиканцев и пуритан друг от друга в XVII в. во время правления короля Якова I (1603-1625) и короля Карла I (1625-1649), что в конечном итоге привело к английской гражданской войне. Английская революция (1642–1651), недолгое правление пуританского лорда-протектора Англии Оливера Кромвеля (1653–1658), Английская Республика (1649–1660) и, как следствие, политическая, религиозная и гражданская свобода, почитаемая сегодня во всех англоязычных странах.
Английское пуританское движение во времена правления Елизаветы и позже стремилось продолжить работу по реформированию англиканской церкви, искоренить влияние римского католицизма в стране, а также продвигать национальные интересы английской короны и английского народа под единой протестантской конфессией, строго соответствовавшей Библии и реформатскому богословию. Это пуританское видение зародилось в елизаветинскую эпоху, и в конечном итоге привело к Вестминстерской ассамблее и Вестминстерским стандартам, включая Вестминстерское исповедание веры, Малый катехизис и Большой катехизис, а также Справочник по общественному богослужению.

## Исторический контекст до 1559 г.

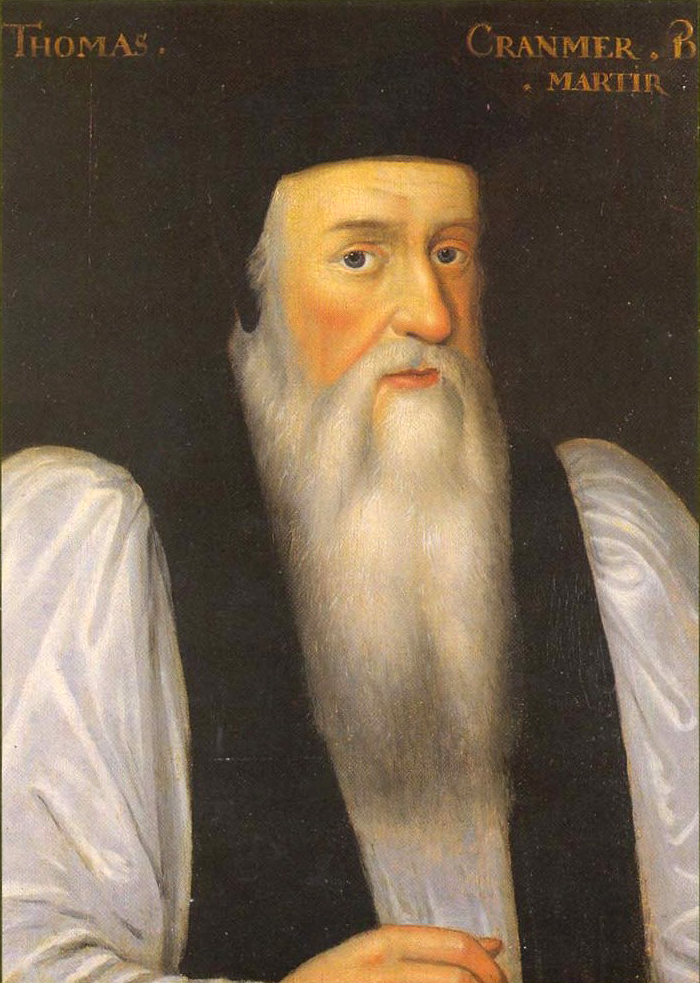
Томас Кранмер (1489–1556), архиепископ Кентерберийский, который на протяжении 1540х гг. всё больше становился кальвинистом.

Английская Реформация началась в 1530-е гг., когда Генрих VIII отделил Англиканскую церковь от Римско-католической церкви и от власти папы. Во время правления Генриха протестанты оставались меньшинством среди английского населения, и Генрих чередовал потакание своим протестантским советникам и своим традиционно католическим советникам, желавшим сохранить католическую веру и обычаи.
Протестанты тоже разделились. К 1540-м гг. лютеране и швейцарские реформатские церкви противостояли друг другу по вопросам предопределения и использования религиозных образов. Реформаты считали статуи, витражи и живопись в церквах идолопоклонством. Им также не нравилось использование традиционных церковных облачений, и они предпочитали, чтобы их священство носило чёрные мантии. Реформаты заменили сложную литургию средневековой церкви простыми службами молитв и проповеди. В отличие от реформатов, лютеране верили в объективное, в реальное присутствие Христа во время Евхаристии и не возражали против религиозных образов и облачений. Многие английские протестанты были убеждены в том, что реформатские церкви были более верны библейскому христианству.
В правление сына Генриха, Эдуарда VI, английская Реформация приобрела реформатский (или кальвинистский) тон. К 1548 г. ведущие английские протестанты, включая Томаса Кранмера, архиепископа Кентерберийского, приняли реформатские взгляды на Евхаристию. Протестантское богословие было включено в новую литургию, содержавшуюся в Книге общей молитвы 1549 г. и ещё более явно в редакции 1552 г. Религиозные шествия запрещались, а браки для священнослужителей были разрешены. Молитвы об умерших и заупокойные мессы были упразднены. Уничтожались статуи, витражи и настенные росписи в приходских церквях. Подвесные кресты (roods) были заменены королевским гербом Англии.
В 1553 г. Эдуард VI умер, а его сводная сестра-католичка заняла трон, став Марией I Английской. Мария стремилась положить конец английской Реформации и восстановить полноту общения англиканской церкви с римской церковью. Около тысячи английских протестантов, известных под названием Марианских изгнанников, оставили страну по религиозным причинам. Нежеланные на немецких лютеранских территориях изгнанники основали английские протестантские общины в городах Рейнской области, таких как Везель, Франкфурт и Страсбург, а также в швейцарских городах Цюрих, Базель и Женева. Во время изгнания английские протестанты познакомились с идеями и практикой полностью кальвинистских церквей, например, Женевской, и многие стремились реализовать эти идеи в Англии после смерти Марии.

## Елизаветинское религиозное постановление, 1559 г.
В 1558 г. королева Мария умерла, и её сводная сестра Елизавета стала королевой Англии. Елизавета была воспитана протестанткой в семье Екатерины Парр. В первый год правления Елизаветы многие Марианские изгнанники вернулись в Англию. Компромиссная религиозная позиция, установленная в 1559 г., получила название елизаветинского религиозного постановления. Оно попыталось сделать Англию протестантской страной, не отталкивая полностью той части населения, которая поддерживала католичество при Марии. Постановление было консолидировано в 1563 г. Временное положение из 11 положений веры действовало на протяжении нескольких лет.
Англиканская церковь при Елизавете была реформатской по существу: первый архиепископ Кентерберийский при Елизавете, Мэттью Паркер, был душеприказчиком Мартина Бьюсера, а пришедший ему на смену Эдмунд Гриндал нёс гроб на похоронах Бьюсера. Хотя елизаветинское соглашение и оказалось в целом приемлемым, однако оставались меньшинства, недовольные состоянием англиканской церкви. Призыв к «дальнейшим реформам» в 1560е гг. составлял основу того, что получило название пуританского движения.
Пуритане не были довольны англиканским постановлением и установившейся церковью. Они считали, что английская церковь и государство должны и дальше реформироваться Словом Божьим и должной проповедью Евангелия, как в реформатских церквях на континенте. Они были против правления епископов, против обязательного использования Книги общих молитв и многих ритуалов англиканского устройства, которые, по их мнению, служили препятствиями истинной религии и благочестия. Они считали, что большинство простых людей пребывают в рабстве у форм и ритуалов и, как следствие, под властью лже-религии и духовного невежества.
Кроме того, пуритане хотели, чтобы все грехи, ритуалы и суеверия, которые «отдавали римско-католическим идолопоклонством» (smacked of Roman Catholic idolatry), были бы полностью устранены из королевства и из церквей, в том числе месса, стихарь, коленопреклонение перед Вечерей Господней, облачения, идолы, нечестивые и сексуально безнравственные театральные представления, а также повсеместная профанация дня субботы.
Пуритане продвигали основательную доктринальную реформацию, которая носила кальвинистский характер, а также основательную реформацию английской церкви и общества, основываясь на Писании, а не на человеческих традициях.
Пуританское движение в елизаветинской Англии усиливалось тем фактом, что многие высшие политические советники и придворные чиновники королевы Елизаветы имели тесные связи с вождями пуритан и сами были неравнодушны к пуританским взглядам на богословие, политику и реформацию английской церкви и общества. Они в особенности хотели обуздать власть англиканских епископов и выкорчевать любое влияние Римско-католической церкви, являвшейся фундаментальным сторонником пуритан. Среди таких людей в суде советников Елизаветы были Уильям Сесил, главный советник королевы, государственный секретарь и лорд-казначей; Фрэнсис Уолсингем, главный секретарь королевы и шпион английской короны; Уолтер Майлдмей, канцлер казначейства; а также Роберт Дадли, граф Лестер, очень близкий друг и некоторое время время даже жених королевы. Очевидно, что сама Елизавета, хотя и была убежденной англиканкой, во многом опиралась на пуританских лидеров в плане поддержки короны, а также на её личный и государственный совет.
Главный поэт елизаветинской эпохи Эдмунд Спенсер сам был пропагандистом пуританских взглядов. Он наиболее прославлен благодаря эпической поэме «Королева фей», фантастической аллегории, воспевающей правление Елизаветы I. На самом деле рыцарь Красного Креста, главный герой поэмы, должен представлять собой образ и образец пуританской добродетели, а его невеста Уна должна была олицетворять образ церкви, очищенной от греха и идолопоклонства.
Хрупкий баланс и конфликт между англиканством и пуританством можно было легко обнаружить в одном из главных идеологов англиканского постановления, Джоне Джуэле. Джуэла во многом можно считать англиканином и пуританином, как и Уильяма Перкинса в конце елизаветинской эпохи. «Апология англиканской церкви» (Apology for the Church of England) Джона Джуэла и его «Книга проповедей» (Book of Homilies) представляют собой квинтэссенцию англиканства; и всё же его «Опыт Священного Писания» (Essay on Holy Scripture) во многом пуританский.
Фундаментальным фактором подъёма английского пуританства в елизаветинскую эпоху (1558-1603) было влияние 4 весьма влиятельных реформаторов: Жана Кальвина, Генриха Буллингера, Петра Мученика Вермильи и Теодора Беза, все они имели частые контакты с короной и предводителями Английской Реформации. Если Кальвин и Буллингер хвалили королеву Елизавету за реформаторскую работу в Англии и за англиканское постановление, а также поощряли терпение пуритан, то Беза был более твёрд в поддержке пуританского движения. В 1560е и 1570е гг. произведения Кальвина были самыми распространёнными публикациями в Англии, тогда как произведения Беза, Буллингера и Вермильи также пользовались популярностью.
Не следует забывать, что пуританскому движению в елизаветинской Англии также способствовали работа и служение Джона Нокса и происходившая в то же время шотландская Реформация. Джон Нокс, конечно, провёл 5 лет в Англии (1549-1554), помогая английской реформации во времена Эдуарда VI, бежал в Женеву и провёл несколько лет с Кальвином (1554-1559), а затем вернулся в Шотландию для того чтобы возглавить реформацию своей родной страны с 1560 г. до самой смерти в 1572 г. Влияние Нокса на пуританское движение в Англии было значительно и до сих пор обсуждается как историками, так и учёными. Британский пастор и пуританский ученый Мартин Ллойд-Джонс даже утверждает, что Джона Нокса можно считать первым пуританином.

## Архиепископство Мэтью Паркера, 1559–1575 гг.

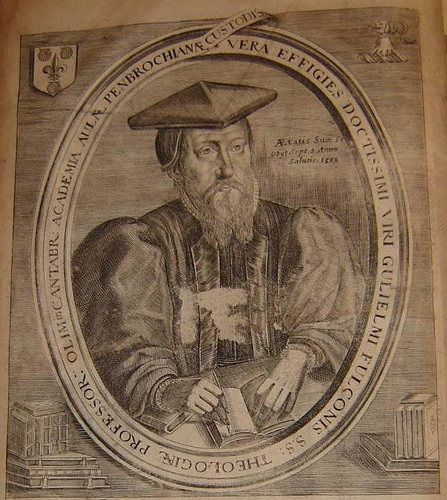
Кембриджский профессор Уильям Фульк (1538–1589) призывал своих учеников не носить обязательные облачения.

### Созыв 1562/3 г.
Созыв 1563 г. открылся 15 января 1562/3 проповедью Уильяма Дэя; он был одним из лидеров реформаторов, вместе с Александром Ноуэллом (который накануне проповедовал на открытии парламента) и Томасом Сэмпсоном. Созыв утвердил Тридцать девять статей в качестве конфессионального заявления англиканской церкви. Епископы предложили дальнейшие реформы канонического права и литургии. К ним относятся устранение облачений, отказ от коленопреклонения при причастии, отказ от крестного знамения при крещении и изменение форм музыки, используемой в церкви. Во время этого созыва епископы сформулировали так называемые алфавитные законопроекты (Alphabet bills), которые безуспешно внесли в следующие два заседания парламента. Часть духовенства в последующие годы ввела эти реформы в своих приходах по своей инициативе. Например, в Кембридже Уильям Фульк убедил своих студентов не носить стихарь и делал замечания студентам, которые его носили. В этой ситуации архиепископ Паркер опубликовал ряд объявлений, требовавших единообразия в одежде священнослужителей.

### Вестиарианские споры, 1563–1569 гг.
Фракция пуритан громко возражала и призывала континентальных реформаторов поддержать их. К несчастью для пуритан, многие континентальные реформаторы считали, что пуритане попросту создают проблемы – например, в письме к епископу Гриндалу Генрих Буллингер обвинил пуритан в проявлении «бранчливого духа под именем совести» (a contentious spirit under the name of conscience). Гриндал опубликовал письмо без разрешения Буллингера. Теодор Беза скорее поддерживал пуританскую позицию, хотя и не вмешивался слишком явно, боясб разозлить королеву и хотел, чтобы королева вмешалась во Францию от имени гугенотов. В ответ на отказ священнослужителей носить облачение 37 служителей были отстранены от должности. В ответ в 1569 г некоторые священнослужители начали проводить собственные службы, что и стало первым примером пуританского сепаратизма.

### Увещевание парламенту(1572) и требование пресвитерианства
На протяжении 1560-х годов возвращение Англии к протестантизму оставалось предварительным, и большое количество людей стремились вернуться к католицизму. Три взаимосвязанных события ок. 1570 года в конечном итоге привели к усилению протестантизма в Англии. Во-первых, в Северном восстании восстали северные графы, требуя возвращения в католицизм. Во-вторых, после казни католички Марии Стюарт Папа Пий V издал буллу Regnans in Excelsis, освобождавшую католиков от их долга верности Елизавете. В-третьих, случился заговор Ридольфи, целью которого была замена Елизаветы на Марию Стюарт.
В ответ на этот католический бунт английское правительство приняло ряд мер для укрепления протестантизма. Во-первых, все священнослужители должны были подписать 39 статей англиканского вероисповедания. Во-вторых, все миряне были обязаны не реже раза в год причащаться по чину Книги общих молитв в родном приходе. И в-третьих, утверждения о том, что королева была еретичкой или раскольницей стали приравниваться к измене.

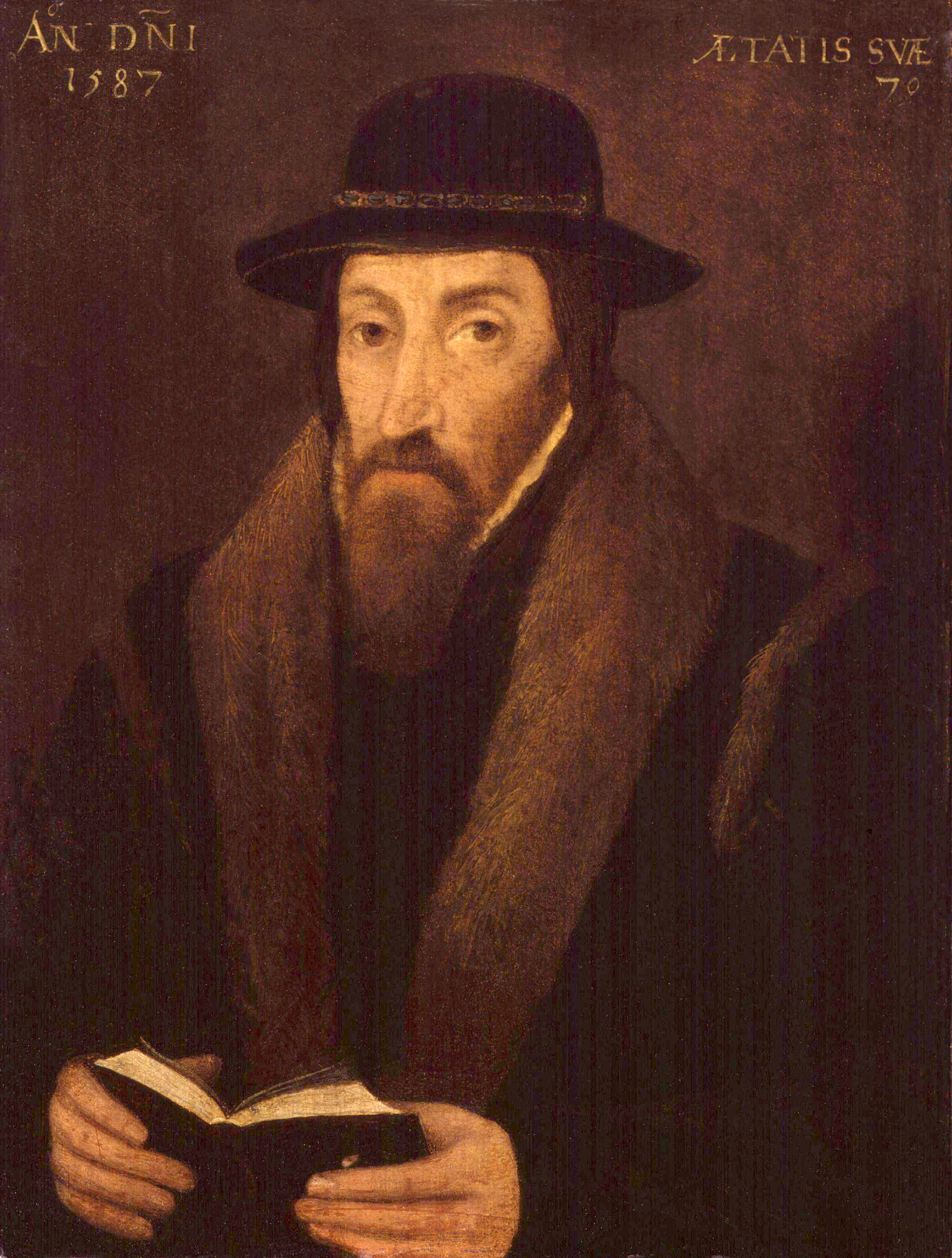
Джон Фокс (1517—1587) был пуританином, наиболее прославившимся благодаря своей «Книге мучеников Фокса», в которой описывались марианские гонения. В 1570 году Фокс призвал к дальнейшим реформам англиканской церкви, однако королева отвергла их.

В этой пропротестантской и антикатолической среде пуританская фракция стремилась проводить дальнейшие реформы англиканской церкви. Джон Фокс и Томас Нортон представили в парламент предложение о реформе, первоначально составленное при Эдуарде VI. Однако Елизавета вскоре отклонила это предложение, настаивая на соблюдении религиозного соглашения 1559 года. Тем временем в Кембридже профессор Томас Картрайт, давний противник облачений, прочитал в 1570 году ряд лекций по Книге Деяний Святых Апостолов, в которых призывал к отмене епископальной системе и к созданию пресвитерианской системы церковного управления в Англии.
Пуритане были ещё больше встревожены, узнав, что епископы решили объединить вестирианские разногласия с требованием о том, чтобы духовенство подписало 39 статей: в то время, когда они присягали на верность Тридцати девяти статьям, епископы также требовали от всех священнослужителей клятвы о том, что использование Книги общих молитв и ношение облачений не противоречат Писанию. Многие пуританские священнослужители были возмущены этим требованием. Законопроект, разрешавший епископам отклонения от Книги общих молитв в случаях, когда Молитвенник требует чего-то, противоречащего совести священнослужителя, был представлен и отклонён на следующем парламенте.
Тем временем в Кембридже вице-канцлер Джон Уитгифт выступил против Томаса Картрайта, лишив Картрайта звания профессора и его членства в 1571 году.
В этих условиях в 1572 году два лондонских священника — Томас Уилкокс и Джон Филд — написали первое классическое выражение пуританства — «Увещевание парламенту» (Admonition to the Parliament). Согласно Увещеванию, пуритане уже давно приняли Книгу общих молитв со всеми её недостатками, поскольку она способствовала миру и единству церкви.

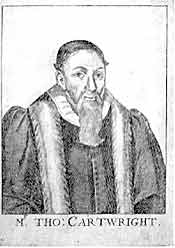
Томас Картрайт (1535—1603), лидер пресвитерианского движения в Англии во времена правления Елизаветы I.

Однако теперь, когда епископы потребовали от них соглашения с Книгой общих молитв, пуритане почувствовали себя обязанными указать на папство и суеверия, содержавшиеся в Книге молитв. Увещевание продолжало призывать к более тщательным церковным реформам по образцу реформ, проведённых гугенотами или церковью Шотландии под руководством Джона Нокса. Увещевание закончилось осуждением епископов и призывом к замене епископальной системы на пресвитерианскую.
Увещевание к парламенту вызвало серьёзные споры в Англии. Джон Уитгифт написал Ответ, осуждающий Увещевание, который, в свою очередь, привёл к сочинению Ответа Томаса Картрайта на Ответ доктора Уитгифта Супротив Увещевания парламенту (Thomas Cartwright’s Replye to An Answere Made of M. Doctor Whitgift Agaynste the Admonition to the Parliament; 1573), второму классическому произведению пуритан. Картрайт утверждал, что должным образом реформированная церковь должна была иметь 4 категории служителей, определённых Кальвином: обучающие старейшины (teaching elders), правящие старейшины (ruling elders), дьяконы (deacons) и профессора богословия (theological professors). Картрайт решительным образом осудил подчинение какого бы то ни было служителя церкви любому другому служителю. Во Втором ответе (Second Replye) Картрайт был ещё более настойчив, утверждая, что любое преимущество, предоставляемое тому или иному служителю в церкви, нарушает божественный закон. Более того, он продолжал утверждать, что пресвитерианская иерархия пресвитериев и синодов требуется божественным законом.
В 1574 году Уолтер Трэверс, союзник Картрайта, опубликовал Полную и ясную Декларацию церковной дисциплины (Full and Plaine Declaration of Ecclesiasticall Discipline), изложив план реформы более подробно, чем Картрайт.
Правительство выступило против всех 3 предводителей пуритан: Джона Филда и Томаса Уилкокса заключили в тюрьму на год, а Томас Картрайт бежал на континент для того чтобы избежать подобной участи. В конце концов, число священнослужителей, отказавшихся подписаться под требованиями епископов, оказалось слишком велико, и некоторым людям это было позволено.

## Архиепископство Эдмунда Гриндала, 1575–1583 гг.
Пребывание Эдмунда Гриндала в должности архиепископа Кентерберийского (1575–1583) было относительно спокойным по сравнению с правлением его предшественника. Основная проблема возникла в 1581 г., когда Роберт Браун и его прихожане в Бери-Сент-Эдмундс отказались от причащения в англиканской церкви, сославшись на тупое (dumb, имеется в виду без проповеди) служение англиканской церкви и отсутствие надлежащей церковной дисциплины. Браун и его последователи, известные под именем броунисты, были вынуждены эмигрировать в Нидерланды. Там они были воодушевлены Томасом Картрайтом, теперь служившим священнослужителем в Компании лондонских торговцев-авантюристов в Мидделбурге. Картрайт, впрочем, выступал против сепаратизма). Как и большинство пуритан, он выступал за дальнейшие реформы англиканской церкви изнутри.
Вторым пуританским событием при Гриндале стало появление пуританских пророчествований по образцу Цюрихских Prophezei (пуритане узнали об этой практике от собрания беженцев из Цюриха, основанного в Лондоне), где священнослужители еженедельно встречались ради обсуждения «полезных вопросов». Эти «profitable questions» включали в себя правильное использование слова «суббота» — начального признака субботничества английских пуритан. Королева возражала против роста соборнического движения и приказала архиепископу Гриндалу подавить его. Когда Гриндал отказался, сославшись на I Кор. 14, то он подвергся остракизму и был фактически помещён под домашний арест до конца пребывания в должности архиепископа. Собрания возобновились после короткого периода приостановки.

## Архиепископство Джона Уитгифта, 1583–1604 гг.
Джон Уитгифт был ярым противником Томаса Картрайта. Он считал, что вопрос церковного управления был адиафорой, «вопросом, не имеющим решающего значения», а также что церковь должна приспосабливаться к текущему положению вещей. Англиканская церковь находилась при монархии, поэтому церковь должна была принять епископский стиль правления.

### Новые призывы к пресвитерианству

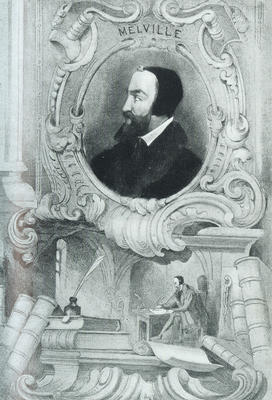
Эндрю Мелвилл (1545–1622), шотландский церковник, приехавший в Англию для того чтобы избежать последствий шотландских чёрные законы (Black Acts) 1583–1585 гг., и призвавший английских пуритан добиваться дальнейших реформ в англиканской церкви.

В 1583–1585 гг. в Шотландии ненадолго господствовал Яков Стюарт, претендовавший на титул графа Арранского. В этот период в Шотландии были приняты Чёрные законы, объявившие незаконной Вторую книгу дисциплины. В ответ многие шотландские министры, в т.ч. Эндрю Мелвилл, нашли убежище в Англии. Эти беженцы участвовали в английских собраниях (как и Джон Филд, уже освобождённый из тюрьмы) и убедили многих английских пуритан возобновить борьбу за установление пресвитерианства в Англии. Таким образом, в парламенте 1584 г. пуритане представили закон о замене Книги общих молитв Женвской Книгой общего порядка и о введении пресвитерианства. Эта попытка не удалась.
В этот момент Джон Филд, Уолтер Трэверс и Томас Картрайт уже были на свободе и вернулись в Англию, решив разработать новый порядок для англиканской церкви. Они составили Книгу дисциплины, распространившуюся в 1586 г. и, как они надеялись, будет принята парламентом 1586 г. И вновь усилия пуритан в парламенте потерпели неудачу.

### Мартин Марпрелет, 1588–1589 гг., и ответ
В 1588–1589 гг. под псевдонимом Мартина Марпрелата была опубликована серия резко антиепископских трактатов. Эти трактаты Марпрелата, вероятно, опубликованные Джобом Трокмортоном и валлийским издателем Джоном Пенри, осуждали епископов агентами антихриста, что являлось наиболее решительным осуждением христиан. Марпрелатские трактаты называли епископов «нашими мерзкими рабскими навозными служителями погибели, этим поколением ехидны, этими скорпионами» (our vile servile dunghill ministers of damnation, that viperous generation, those scorpions).
К несчастью для пуритан, в середине-конце 1580х гг. многие защитники пуритан в английском правительстве умерли: Фрэнсис Рассел, 2-й граф Бедфорд в 1585 г.; Роберт Дадли, 1-й граф Лестер в 1588 г.; и Фрэнсис Уолсингем в 1590 г. В этих обстоятельствах Ричард Бэнкрофт (капеллан Джона Уитгифта) возглавил репрессии против пуритан. Картрайт и 8 других лидеров пуритан были заключены под стражу на 18 месяцев до того как предстали перед судом в Звёздной палате. Собрания (conventicles) были распущены.
Некоторые пуритане последовали примеру Роберта Брауна и вышли из англиканской церкви. Некоторых сепаратистов арестовали в лесах недалеко от Ислингтона в 1593 г., а Джона Гринвуда и Генри Бэрроу казнили за пропаганду сепаратизма. Последователи Гринвуда и Барроу бежали в Нидерланды и сформировали общину отцов-пилигримов, которые позднее основали Плимутскую колонию.
В 1593 г. английский парламент также принял Закон о религии (Religion Act) и Папский закон о непокорных (Popish Recusants Act), предусматривавшие, что у поклоняющихся вне англиканской церкви было 3 месяца, чтобы либо вернуться в Англиканскую церковь или отречься от королевства, уступив свои земли и имущество короне, при этом отказ от отречения был преступлением, караемым смертной казнью. Хотя эти акты и были направлены против римо-католиков, отказавшихся подчиняться англиканской церкви, однако на первый взгляд они относились и ко многим пуританам. Хотя ни одного пуританина не казнили по этим законам, они оставались постоянной угрозой и источником тревоги для пуритан.

### Стремление к созданию проповеднического служения
Одной из наиболее важных сторон пуританского движения было его настояние о проповедническом служении по всей стране. Во времена елизаветинского религиозного постановления менее 10% из 40 000 английских приходских священников имели разрешение на проповедь (со времён репрессий против лоллардов в XIV в. рукоположенному приходскому священнику было запрещено проповедовать пастве без предварительного получения лицензии от своего епископа). Сама Елизавета не была поклонницей проповедей и предпочитала церковную службу, сосредоточенную на литургии по Молитвеннику (Prayer Book liturgy). Однако многие епископы Елизаветы поддержали развитие проповеднического служения и с помощью богатых мирян смогли быстро увеличить число квалифицированных проповедников в стране. Например, сэр Уолтер Майлдмей основал Эммануил-Колледж в Кембридже в 1584 г. для обучения служителей-проповедников. Великий пуританский проповедник и учёный Лоренс Чедертон был директором колледжа. Он был близким другом и соратником Томаса Картрайта, Ричарда Роджерса, Ричарда Гринэма, Джона Дода и Уильяма Перкинса, каждый из которых оказал большое влияние на рост английского пуританства. Фрэнсис Сидни, графиня Сассекская, также основала Сидни-Сассекс-колледж в Кембридже в 1596 г. Эммануэль и Сидни-Сассекс стали домами академического пуританства.

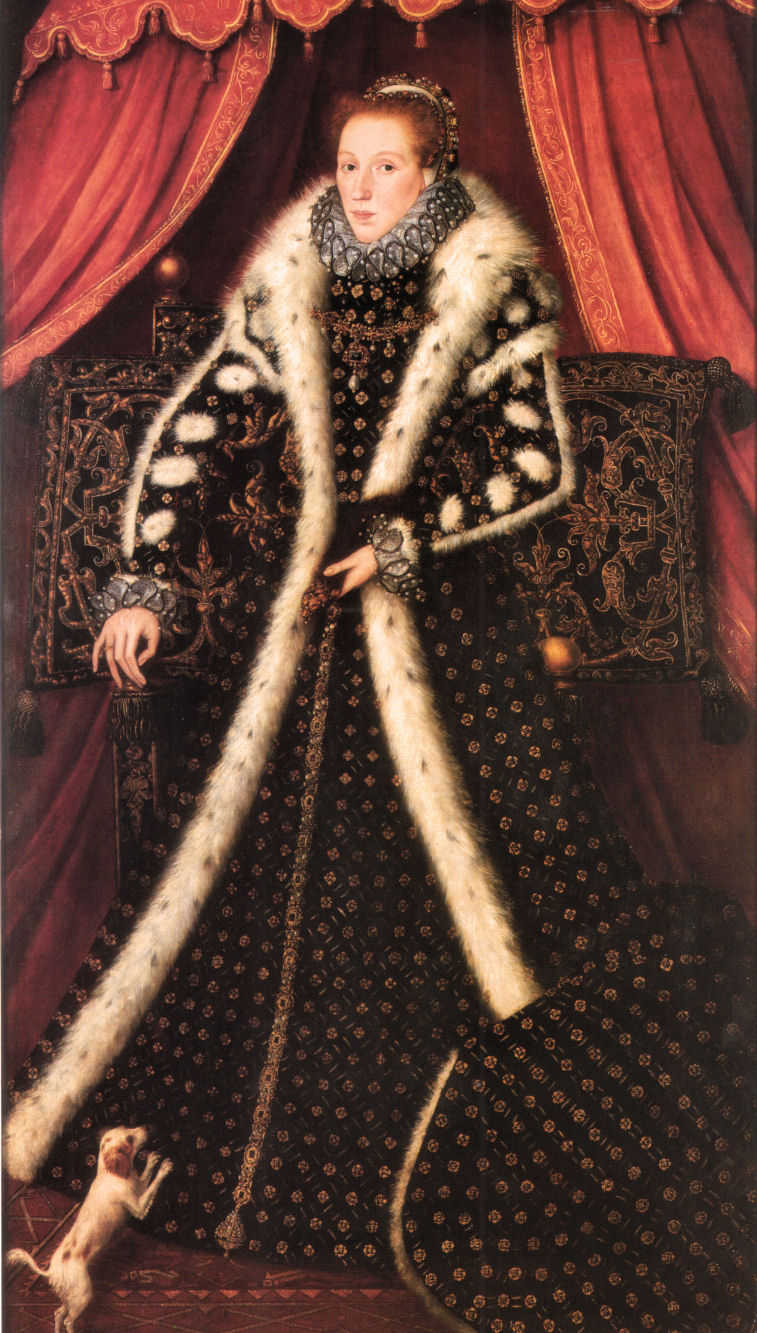
Фрэнсис Сидни, графиня Сассекская (1531–1589), которая в 1596 г. основала Сидни-Сассекс-колледж в Кембридже для помощи в обучении пуританских служителей.

Хотя число проповедников резко увеличилось за время правления Елизаветы, проповедников в стране по-прежнему не хватало. Мирянину, желавшему послушать проповедь приходилось отправиться в другой приход, чтобы найти в нём священника-проповедника. Когда он добирался туда, то мог обнаружить, что служитель-проповедник сократил молитвословие ради того чтобы оставить побольше времени на проповедь. И, будучи обученным священнослужителем, когда он действительно молился, то скорее всего произносил импровизированную молитву, а не просто читал установленную молитву из Молитвенника. Таким образом, мы видим, что в англиканской церкви развиваются 2 разных стиля: традиционный стиль, сосредоточенный на литургии Книги общей молитвы; а также пуританский стиль, ориентирующийся на проповедь, с меньшим количеством церемоний и с более короткими или импровизированными молитвами.
Одним из величайших пуританских проповедников елизаветинской эпохи был Генри Смит, чье красноречие за кафедрой снискало ему прозвище "серебряноязыкий Смит" (Silver-tongued Smith).

### Возникновение «экспериментального предопределения» (experimental predestinarianism)
После подавления пуританства после Марпрелатских трактатов английские пуритане в 1590х гг. стали придерживаться более сдержанных подходов. Священнослужители, выступавшие за дальнейшие реформы, всё чаще переключали внимание со структурных реформ на англиканскую церковь, вместо этого предпочитая сосредотачиваться на личной, индивидуальной святости. Такие богословы как Уильям Перкинс из Кембриджа продолжали поддерживать высокие стандарты предыдущих пуритан, однако сосредоточили внимание на улучшении индивидуального, а не коллективного благочестия. Характерным направлением пуританства этого периода было более строгое соблюдение христианской субботы. Уильяму Перкинсу также приписывают представление английским пуританам версии двойного предопределения Теодора Беза, эту точку зрения он популяризировал при помощи созданной им диаграммы под названием «Золотой цепи» (Golden Chain).

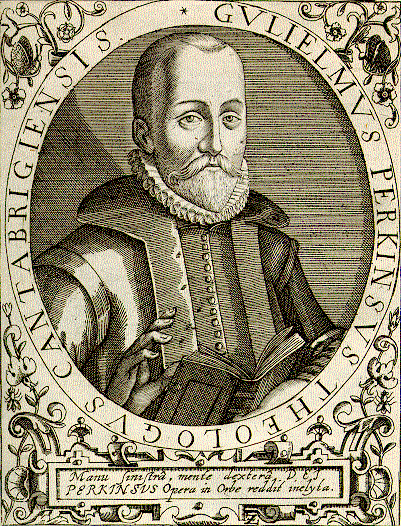
Уильям Перкинс (1558–1602), пуританский богослов, поддерживавший строгие нравственные стандарты во время правления Елизаветы I и отстаивал «экспериментальное предопределение».

В 1970 г. Р. Т. Кендалл назвал форму религии, исповедуемую Уильямом Перкинсом и его последователями, экспериментальным предопределением, эту позицию Кендалл противопоставил предопределению веры. Кендалл идентифицировал сторонников этого направления с теми, кто принял кальвинистское учение о предопределении. Однако сторонники экспериментального предопределения пошли дальше простого соблюдения доктрины предопределения, уча тому, что люди способны экспериментально понять, что они спасены и что они являются избранными Божьими, предопределёнными для вечной жизни (Приверженцы предопределения считали, что лишь некоторые индивиды предназначены для вечной жизни, однако что в этой жизни невозможно определить, кто избран, а кто нечестивец). Пуритане, принявшие бренд экспериментального предопределения Перкинса, чувствовали себя обязанными – после прохождения религиозной процедуры узнавания о своём избранничестве – искать и находить единомышленников, прошедших такой же религиозный опыт.
Со временем ряд пуританских священнослужителей и мирян, всё чаще называвших себя «благочестивыми» (godly), начали считать себя отличающимися от обычных членов англиканской церкви, не переживших эмоционального обращения. Иногда эта тенденция приводила к призывам «благочестивых» об отделении от англиканской церкви. Хотя большинство пуритан и оставались «неотделимыми пуританами», тем не менее, в конце XVII в. они составили отдельную социальную группу внутри англиканской церкви. В правление короля Иакова «пуританин» как тип был достаточно распространён, чтобы яростный англиканский драматург Бен Джонсон мог уже высмеивать пуритан в образе персонажей Скорби и Ананаиса в «Алхимике» (1610) и в образе Ребе Бизи из Варфоломеевской ярмарки (1614). Таким образом, к концу елизаветинской эпохи англиканские и пуританские фракции временами находились в глубоком конфликте, поскольку многие пуритане часто высмеивали англиканскую церковь с её ритуалами и епископами как подрывающую истинную религию и благочестие. В то же время в пуританском движении были священнослужители и магистраты, придерживавшиеся конгрегациональной, пресвитериальной или епископальной форм церковного управления.
Кульминацию и блеск елизаветинского пуританского движения в особенности видны в 3 величайших людях той эпохи и их сочинениях: 1. Богословские трактаты Уильяма Перкинса. 2. Проповеди Генри Смита. И 3. Поэзия Эдмунда Спенсера.

## Известные пуритане
- Джон Фокс (1516–1587), историк и автор книги «Деяния и памятники», известной как «Книга мучеников Фокса», рассказ о христианских мучениках на протяжении всей западной истории, подчёркивающая страдания английских протестантов во время правления Марии I.
- Томас Нортон (1532–1584), юрист, политик, литературовед и антикатолический памфлетист, был также переводчиком «Христианских установлений» Джона Кальвина на английский язык.
- Майлз Ковердейл (1488–1569) английский реформатор, переводчик Библии и одно время епископ Эксетера, известный своими проповедями и исследованиями Библии.
- Уильям Уиттингем (1524–1579) проповедник, библеист и переводчик Женевской Библии, известный дружбой с Джоном Ноксом, Джоном Кальвином и Генри Буллингером. По своём возвращении в Англию он продвигал пресвитерианство и проповедовал в монастырях.
- Лоренс Хамфри (1527-1590), учёный и богослов, президентом Колледжа Магдалины в Оксфорде и декан последовательно Глостера и Винчестера. Он сделал их оплотами пуританства. Он сыграл ведущую роль в спорах об облачениях.
- Учёный и теолог Дэвид Уайтхед, который отказался от назначения архиепископом Кентерберийским из-за своих пуританских убеждений.
- Томас Сэмпсон (1517–1589) проповедник, библеист, Марианский изгнанник и один из переводчиков Библии в Женеве. Вместе с Лоуренсом Хамфри он сыграл ведущую роль в спорах об облачении.
- Энтони Гилби (1510-1585) проповедник, учёный, переводчик Женевской Библии, известный библейскими комментариями на книги пророков Михея и Малахии. Он также сочинил широко распространённый «Трактат о доктрине избрания» (Treatise on the Doctrine of Election).
- Кристофер Гудман (1520–1603), проповедник и марианский изгнанник, который на протяжении многих лет был другом и соратником Джона Нокса и работал вместе с ним над Реформацией в Шотландии. В конце концов Гудман вернулся в Англию перед смертью. Он был наиболее известен трактатом по политической теологии «Как следует подчиняться высшим силам» (How Superior Powers Ought to be Obeyed).
- Ричард Гринэм (1535–1594) проповедник, учёный и богослов, известный тесной дружбой с Уильямом Перкинсом и религиозными трактатами, включая «Трактат о субботе» (Treatise on the Sabbath).
- Томас Картрайт (1535-1603) проповедник, учёный и полемист, считается патриархом пресвитерианского движения в пуританстве. Он был известен диспутами и письмами, а также кратким Комментарием на Послание Павла к Колоссянам.
- Лоренс Чадертон (1536-1640) первый магистр Эммануил–Колледж в Кембридже и один из переводчиков Библии короля Якова. Чадертон прожил более 100 лет и был известен в качестве патриарха пуританского движения.
- Эдвард Деринг (1540-1576) пламенный проповедник, классик, полемист и сторонник Томаса Картрайта. Деринг постоянно попадал в неприятности с 1570 г., будучи ярым противником епископата.
- Уильям Фульк (1538–1589), проповедник, учёный и полемист, принимавший ведущее участие в полемике о облачениях.
- Томас Уилкокс (1549–1608) проповедник, учёный и полемист, наиболее известный своим призывом к реформации под названием «Наставление парламенту».
- Уолтер Трэверс (1545–1638) учёный и богослов, наиболее известный своей оппозицией англиканским церковным взглядам Ричарда Хукера.
- Артур Дент (1545–1607) проповедник и богослов, известный проповедями и религиозными произведениями, в том числе, в частности, «Путём простого человека на «небеса» (The Plain Man's Pathway to "Heaven).
- Джон Ньюстаб (1544–1624) проповедник и учёный, участник конференции в Хэмптон-Корте 1604 г., представлявший пуританскую сторону. Он был пресвитерианином по своим убеждениям, однако умеренным в своих пуританских взглядах.
- Джон Филд (1545-1588) учёный и полемист, помогавший Томасу Уилкоксу в написании и публикации «Предостережения парламенту» (An Admonition to Parliament).
- Джоб Трокмортон (1545–1601), пуританский активист, памфлетист и член парламента. Большинство признаёт его автором трактатов прелата Мартина Мара (антиклерикальной сатиры), наряду с Джоном Пенри и Джоном Удаллом.
- Эндрю Мелвилл (1545–1622) шотландский учёный, богослов и религиозный реформатор, последователь Джона Нокса, слава которого побудила учёных на европейском континенте учиться в Шотландии в Глазго и в Сент-Эндрюсе.
- Джон Дод (1549-1645) проповедник-нонконформист и толкователь Священного Писания, известный Изложением Десяти Заповедей, которое принесло ему прозвище Декалог Дод (Decalogue Dod).
- Роберт Браун (1550-1633), проповедник и основатель броунистов, первых сепаратистов в англиканской церкви до 1620 г. В более позднем возрасте он примирился с установившейся церковью и стал англиканским священником. Он стал известен своими двумя самыми ранними работами: «Правдивое и краткое заявление» (A True and Short Declaration) и «Трактатом о Реформации без промедления» (A Treatise of Reformation without Tarrying).
- Генри Бэрроу (1550-1593), пуританин-сепаратист, выступавший за независимость конгрегации. Он был казнён вместе с Джоном Гринвудом за свои политические взгляды, которые считались мятежными.
- Джон Гринвуд (1556–1593), пуританин-сепаратист, также отстаивавший конгрегационалистские взгляды. Он был казнён вместе с Генри Бэрроу за радикальные политические взгляды, считавшиеся мятежными.
- Евсевий Пагит (1551-1617), риторист и нонконформист, известный многочисленными проповедями и горячей поддержкой Томаса Картрайта.
- Джон Удалл (1550–1592), проповедник и полемист, связанный с трактатами прелата Мартина Мара. Его преследовали англиканские власти за многочисленные противоречивые полемические работы.
- Ричард Роджерс (1550–1618), сотрудник Эммануил–колледжа в Кембридже, известный сильными библейскими проповедями, и чьи «Семь трактатов» о христианской жизни легли в основу пуританского движения.
- Генри Смит (1560–1591), проповедник, проживший всего 31 год и проповедовавший всего 5–7 лет; был известен в качестве самого красноречивого проповедника елизаветинской эпохи.
- Уильям Перкинс (1558–1602), магистр Эммануил–колледжа в Кембридже, самый плодовитый пуританский богослов и толкователь Писания елизаветинской эпохи. Перкинс наиболее прославлен «Золотой цепью богословия» и своим комментарием на послание Павла к Галатам.